# Deutsch Lehren Lernen
O DLL (Deutsch Lehren Lernen) (Aprender a Ensinar Alemão) é um programa de aperfeiçoamento para professores de alemão como língua estrangeira, oferecido pela Central do Goethe-Institut em Munique e pelos seus Institutos no mundo todo. Alinhado com o seu objetivo, o material é utilizado em cursos de aperfeiçoamento e também por universidades na formação de professores de alemão como língua estrangeira. 

## História
O DLL teve seu início em 2010 com um parecer técnico encomendado pelo Goethe-Institut a especialistas da área, para reverem criticamente as ofertas de aperfeiçoamento continuado nos últimos 20 anos, levando em conta o status da pesquisa da didática de ensino e da pesquisa da profissionalização, bem como o potencial da transformação digital. Um grupo de especialistas composto por representantes do Goethe-Institut e das Universidades de Bochum, Darmstadt, Gießen e Jena foi encarregado de desenvolver um currículo de formação continuada para professores com base nesser parecer técnico, assim como de acompanhar o desenvolvimento e a produção de materiais adequados para o mesmo. 
No final de 2012, deu-se inicio a um estudo-piloto mundial com os primeiros módulos. Em 2016, seis módulos que compõem o pacote básico do programa estavam concluídos: Os dois primeiros módulos tematizam os atores centrais do processo de ensino em sala de aula, os professores (1) e os alunos (2); A unidade 3 foca a língua alemã como meio e objetivo de ensino. A interação como pré-requisito para a ação linguística (4), materiais e mídias (5), assim como diretrizes curriculares e planejamento de aulas (6) constituem o programa básico. Desde 2018, o DLL já conta com 12 módulos temáticos. 

## Abordagem e Estrutura
No DLL, os professores e suas idéias sobre o ensino estão no centro do processo de reflexão. O objetivo é estabelecer uma referência de ensino consistente que permita aos professores de diferentes contextos articular sua perspectiva da prático de ensino e de aprendizagem. A referência pedagógica é apoiada por uma ampla gama de curtas documentações de situações de ensino em vídeo, que convidam a um diálogo sobre as próprias práticas e as de outros colegas. Tarefas adequadas reforçam esse propósito. Os formatos de interação também visam promover o aprendizado através do diálogo e da cooperação por meio de atividades em duplas ou em pequenos grupos de trabalho, também esses apoiados por tarefas correspondentes. O instrumento central da formação continuada são os Projetos de Exploração da Prática (PEP). Eles foram desenvolvidas de acordo com o conceito da “pesquisa-ação” e têm o objetivo de promover a aprendizagem experimental reflexiva: O objetivo não é apenas motivar os participantes a adotar uma perspectiva analítica da própria prática de ensino documentada, mas também incentivá-los a experimentar coisas novas (ver também aprendizagem baseada em pesquisa). No DLL, o foco no indivíduo e na experiência prática da aula sempre faz referência e leva em consideração teorias didáticas e a pesquisa didática específica. Temas clássicos como o papel das habilidades ou da gramática são integrados nos respectivos módulos. A abordagem tem o compromisso para com o princípio do ensino de línguas estrangeiras orientado para a ação e comunicativo.
O desempenho acadêmico do estudo dos módulos do DLL pode ser avaliado através de um sistema de créditos conforme o modelo do sistema Europeu de Transferência e Acumulação de Créditos (European Credit Transfer and Accumulation System) (ECTS). Com isso, são assegurados os requisitos necessários para uma certificação por instituições credenciadas. Os cursos DLL são oferecidos em formato online, blended learning ou presencial.
O DLL é utilizado em diferentes contextos de formação, treinamento e aperfeiçoamento em todo o mundo. No Goethe-Institut é oferecido como um programa de qualificação, mas também é utilizado por inúmeras universidades em todo o mundo na formação de futuros professores de alemão como língua estrangeira. Um dos principais focos de aplicação do DLL é no aperfeiçoamento interno dos professores de alemão como língua estrangeira no próprio Goethe-Institut ("Grünes Diplom“), assim como no âmbito de cooperações técnicas com sistemas de ensino em diversos países onde o Goethe-Institut atua. Neste contexto, já foram oferecidos mais de 3000 cursos de DLL (até final de fevereiro 2020). Os cursos de aperfeiçoamento online do Goethe-Institut baseados no programa DLL contaram, até o momento, com quase 6000 participantes, sendo que destes, 3500 concluíram todos os seis módulos básicos do DLL (até final de agosto de 2019). Mais de 600 formadores em todo o mundo estão envolvidos nestes cursos de qualificação profissional (Fevereiro de 2020).
Um segundo foco para o uso do programa DLL se dá a partir de acordos de cooperação com instituições de ensino superior. O DLL é integrado tanto na grade de cursos de graduação, bem como em programas de mestrado e pós-graduação. Até o momento o Goethe-Institut já celebrou acordos dessa natureza com 48 universidades no mundo todo.

### Cooperações com universidades para aplicação do DLL (Até 03.09.2020)
| Quantidade | País               | Cidade                          | Universidade                                                  |
| ---------- | ------------------ | ------------------------------- | ------------------------------------------------------------- |
| 1          | Alemanha           | Jena                            | Friedrich-Schiller-Universität (FSU)                          |
| 2          | Argentina          | Buenos Aires                    | Universidad Nacional de Misiones (UNaM)                       |
| 3          | Bósnia Herzegovina | Tuzla                           | Univerzitet u Tuzli                                           |
| 4          | Brasil             | Salvador da Bahia               | Universidade Federal da Bahia                                 |
| 5          | Bulgária           | Stara Zagora                    | Thrakische Universität                                        |
| 6          | Bulgária           | Sofia                           | Neue Bulgarische Universität                                  |
| 7          | China              | Guangzhou                       | Guangdong University of Foreign Studies                       |
| 8          | China              | Pequim                          | Beijing International Studies University (BISU)               |
| 9          | China              | Xi‘an                           | Fremdsprachenuniversität Xi’an (XISU)                         |
| 10         | China              | Hangzhou                        | Zhejiang International Studies University (ZISU)              |
| 11         | China              | Chongqing                       | Fremdsprachenuniversität Sichuan (SISU)                       |
| 12         | Dinamarca          | Haderslev/Hadersleben           | University College Syddanmark (UC Syd)                        |
| 13         | Geórgia            | Tbilissi                        | Staatlichen Ilia-Universität                                  |
| 14         | Itália             | Milão                           | Universität Mailand                                           |
| 15         | Coreia do Sul      | Seul                            | Hankuk University of Foreign Studies (HUFS)                   |
| 16         | Macedônia          | Escópia                         | Universität Sv. Kiril i Metodij                               |
| 17         | Romênia            | Bucareste                       | Universität Bukarest                                          |
| 18         | Romênia            | Constança                       | Ovidius Universität Konstanza                                 |
| 19         | Rússia             | Krasnoiarsk                     | Staatl. Pädagogische Universität Krasnojarsk                  |
| 20         | Rússia             | Cazã                            | Föderale Universität Kasan                                    |
| 21         | Rússia             | Ijevsk / República da Urdmúrtia | Staatliche Universität der Republik Udmurtien                 |
| 22         | Rússia             | Novosibirsk                     | Staatliche Universität Novosibirsk                            |
| 23         | Rússia             | Omsk                            | Pädagogische Universität Omsk                                 |
| 24         | Rússia             | Abacã/ República da Cacássia    | Staatliche Universität der Republik Chakassien                |
| 25         | Rússia             | Tiumen                          | Staatliche Universität Tjumen                                 |
| 26         | Rússia             | Volgogrado                      | Staatliche Universität Wolgograd                              |
| 27         | Rússia             | Oremburgo                       | Staatliche Pädagogische Universität Orenburg                  |
| 28         | Rússia             | Rostov do Don                   | Südliche Föderale Universität                                 |
| 29         | Rússia             | Saratov                         | Saratower nationale staatliche Universität                    |
| 30         | Rússia             | Moscou                          | Moskauer Staatliche Lomonossow-Universität                    |
| 31         | Rússia             | Ecaterimburgo                   | Uraler staatliche pädagogische Universität                    |
| 32         | Rússia             | Nijni Novogorod                 | Staatliche pädagogische Kosma Minin-Universität               |
| 33         | Rússia             | Archangelsk                     | Nördliche (Arktische) Föderale Universität                    |
| 34         | Rússia             | República da Mordóvia           | Staatliches pädagogisches Evsewjew-Institut                   |
| 35         | Suécia             | Uppsala                         | Uppsala Universitet                                           |
| 36         | Tailândia          | Bangcoc                         | Ramkhamhaeng-Universität                                      |
| 37         | Rep. Tcheca        | Oppava                          | Schlesische Universität Oppava                                |
| 38         | Rep. Tcheca        | Usti nad Labem                  | Univerzita Jana Evangelisty Purkyně (UJEP)                    |
| 39         | RU, Wales          | Cardiff                         | Cardiff University                                            |
| 40         | Ucrânia            | Mariupol                        | Staatliche Universität Mariupol                               |
| 41         | Ucrânia            | Vinnytsia                       | Staatliche Pädagogische Universität Winnyzja                  |
| 42         | Ucrânia            | Nizhyn                          | Staatliche Mykola-Gogol-Universität                           |
| 43         | Ucrânia            | Rivne                           | Staatliche Geisteswissenschaftliche Universität Riwne         |
| 44         | Ucrânia            | Kiev                            | Nationale Taras-Schewtschenko-Universität Kiew                |
| 45         | Ucrânia            | Kamianets-Podilskyi             | Nationale Iwan-Ohienko-Universität Kamjanez-Podilskyj         |
| 46         | Ucrânia            | Zaporizhzhya                    | Nationale Universität Saporischja                             |
| 47         | Ucrânia            | Ternopil                        | Nationale Pädagogische Volodymyr-Hnatyuk-Universität Ternopil |
| 48         | Ucrânia            | Lviv                            | Nationale Iwan-Franko-Universität Lwiw                        |

## Pesquisa
Embora os fundamentos teóricos da série DLL já tenham sido apresentados em diversas publicações e o programa se encontre na pesquisa sobre profissionalismo pedagógico, ainda há poucas conclusões empíricas sobre a utilização do DLL nos diferentes contextos de aplicação disponíveis até o momento. No entanto, foi possível constatar  que os participantes consideram sobretudo os Projetos de Exploração da Prática (PEP) como um desafio. Os resultados iniciais indicam que os participantes apreciam o potencial do trabalho colaborativo com os PEPs, mas, ao mesmo tempo, a troca de ideias entre eles pode se mostrar difícil e requerer um apoio intensivo. As dificuldades surgem especialmente na escolha de uma questão adequada para as investigações em sua próprias aulas, assim como uma abordagem adequada da mesma. Uma análise das documentações do PEP permitiu verificar que o programa incentiva processos de reflexão sobre  a prática de ensino e as ações dos professores, independentemente dos contextos culturais. Ao mesmo tempo, porém, também ficou claro que, especialmente no início do treinamento em serviço, os participantes têm dificuldade de tematizar o seu próprio papel como professores nas documentações do PEP.